# Сквер Регенсбург (Одеса)
Сквер Регенсбург ― сквер в Одесі, розташований між Старопортофранківською, Мечникова та Пішонівською вулицями.

## Історія
Сквер було утворено на місці колишнього міського шестикласного училища № 16, будівля якого була сильно пошкождена у Другій світовій війні, і не підлягала ремонту.

### Реновація
У вересні 2019 року Одеська міська рада презентувала проєкт щодо реновації скверу, для чого планувалося залучити інвестиції німецького міста Регенсбург. Сквер планували відкрити до Дня міста-2020. Однак роботи так і не було розпочато, у зв'язку з пандемією коронавірусної хвороби 2019. Лише в 2021 році, 26 березня управлінням капітального будівництва Одеської міської ради було оголошено тендер на 29,69 мільйонів гривень щодо капітального ремонту скверу, а вже 13 квітня відбувся аукціон. У липні було видано дозвіл на будівництво. А вже у жовтні 2021 роботи були розпочаті компанією «Енергомакс-проєкт», їх завершення планується у грудні 2022.

## Назва
У 2018 році було перейменовано на «Сквер Регенсбург», з надією на те що сквер допоможе облаштувати місто побратим Одеси ― Регенсбург. До цього мав назву Старопортофранківський, на честь одної з найближчих вулиць.

## Транспорт
Поряд із сквером зупиняються трамвай № 28 та автобуси № 127, 168, 214. 